# Hildegard Baumgart
Hildegard Baumgart (* 28. Mai 1929 in Hamburg) ist eine deutsche Romanistin, Übersetzerin und Autorin.

## Leben
Aufgewachsen in Hamburg als älteste Tochter des Unternehmers und Reeders Willy F. A. Bruns und seiner Ehefrau Hedwig, besuchte sie zunächst Schulen in Hamburg und anschließend das Internatsgymnasium Marienau im niedersächsischen Dahlem, wo sie 1949 das Abitur ablegte; mit der damaligen Schulleiterin Anneliese Knoop-Graf, deren Lebenswerk als Schwester von Willi Graf die Erinnerung an die Widerstandsbewegung Weiße Rose war, hat sie eine lebenslange Freundschaft verbunden.
Nach dem Studium der Romanischen Philologie (mit Schwerpunkt Hispanistik) und der Germanistik an der Albert-Ludwigs-Universität Freiburg im Breisgau, der Université de Lausanne und der Universitat Valencia wurde sie 1957 mit einer von Hugo Friedrich betreuten Dissertation über das Motiv des Engels in der modernen spanischen Literatur promoviert. Den Recherchen hierfür diente u. a. ein längerer Studienaufenthalt in Madrid, wo sie mit der Unterstützung von Gonzalo Torrente Ballester Zugang zur spanischen Gegenwartslyrik und der unter der franquistischen Zensur leidenden literarischen Avantgarde fand.
Hildegard Baumgart war seit 1954 mit dem Schriftsteller und Literaturwissenschaftler Reinhard Baumgart († 2003) verheiratet und hat mit ihm drei Kinder (* 1955, * 1958 und * 1961). Sie lebt in Berlin und im Ruppiner Land. Längere Auslandsaufenthalte führen sie immer wieder nach Italien.
Die Schriftstellerin Helga Hegewisch ist eine jüngere Schwester.

## Schaffen
Nach dem Studium lebte sie bis in die 1980er Jahre in München, wo sie als Übersetzerin aus dem Spanischen (u. a. Jorge Guillén und Ramón del Valle-Inclán) und dem Französischen arbeitete. Vielbeachtet war 1969 die Übersetzung der von Miguel Barnet aufgezeichneten Lebenserinnerungen des über 100-jährigen Kubaners Esteban Montejo Der Cimarrón, in der Folge bekannt auch durch die 1970 uraufgeführte Oper El Cimarrón von Hans Werner Henze (Libretto von Hans Magnus Enzensberger).
Nachdem Hildegard Baumgart eine einschlägige Ausbildung absolviert hatte, war sie jahrzehntelang in der Ehe- und Familienberatung in München tätig; ihr Interesse an der Psychologie von Liebesbeziehungen wurde in der Folge auch ein Schwerpunkt vieler ihrer Schriften, u. a. ihre mehrfach wiederaufgelegte und in mehrere Sprachen übersetzte Studie zur Eifersucht.
Ihr Interesse an der Psychologie von Lebensgeschichten zeigt sich auch an dem über viele Jahre sich erstreckenden Projekt Briefe aus einem anderen Land: Die Sammlung von Briefen von 24 DDR-Bürgern aus den 1960er Jahren bis in die Zeit der beginnenden neuen Ostpolitik der Regierung Brandt/Scheel zeigen ein breites Panorama von biographischen Innenansichten aus dem „deutscheren“ Deutschland, wie Heinrich Böll in seiner Rezension bemerkte.
Das Thema Paar- und Liebesbeziehungen beschäftigt Hildegard Baumgart auch literaturwissenschaftlich: Angeregt durch Niklas Luhmanns Studie Liebe als Passion erforschte sie am Beispiel von Achim und Bettina von Arnim, wie sich in der deutschen Romantik um 1800 die Vorstellung der Ehe als einer auf gegenseitige Liebe gegründeten Zweierbeziehung herausbildete. Baumgart legte u. a. mit einer zweibändigen Doppelbiographie und Studie zur Liebesbeziehung und dem Ehe- und Familienleben dieser beiden bedeutenden deutschen Romantiker eine „historische Paaranalyse“ vor.

## Werke (Auswahl)

### Monografien
- Die Große Mutter Carolina von Labes: 1730–1810. Das Leben der Großmutter Achim von Arnims. Karwe: Ed. Rieger, 2017, ISBN 978-3-941187-96-2.
- Bettine und Achim von Arnim. Die Geschichte einer ungewöhnlichen Ehe. Berlin: Insel Verl., 2016, ISBN 978-3-458-17661-9.
- Bettine Brentano und Achim von Arnim. Lehrjahre einer Liebe. Berlin: Berlin-Verl., 1999, ISBN 978-3-8270-0271-6. (weitere Ausg. München: Goldmann, 2001, ISBN 978-3-442-72667-7 u. Berlin: Insel Verl., 2016, ISBN 978-3-458-36253-1).
- Jealousy. Experiences and solutions. Transl. by Manfred & Evelyn Jacobson. Chicago: University of Chicago Press, 1990, ISBN 0-226-03935-8 (engl. Übers. von Eifersucht, 1985).
- Eifersucht. Erfahrungen und Lösungsversuche im Beziehungsdreieck. Reinbek bei Hamburg: Rowohlt, 1985, ISBN 3-498-00488-3 (weitere Ausg. unter vers. Titeln).
- Der Engel in der modernen spanischen Literatur. Genève: Droz / Paris: Minard, 1988 (Kölner romanistische Arbeiten, N.F., Bd. 11).

### Übersetzungen
- Jorge Guillén: Ausgewählte Gedichte. Span. u. dt. Frankfurt a. M.: Suhrkamp, 1974, ISBN 978-3-518-01411-0.
- Briefe an Jorge Guillén. Briefwechsel Jorge Guillén / Federico Garća Lorca. (Briefe von Lorca übers. von Enrique Beck, Texte von Guillén übers. von Hildegard Baumgart). Wiesbaden: Limes, 1965. Neuausg. 1965, ISBN 978-3-8090-2090-5 sowie Berlin: Rütten und Loening, 1980.
- Miguel Barnet: Der Cimarrón. Frankfurt a. M.: Insel-Verl., 1969 (vers. Neuausgaben).
- Henri Michaux: Wind und Staub. Mit e. Nachw. von Helmut Heissenbüttel. Olten, Freiburg: Walter, 1965.
- Jorge Guillén: Berufung zum Sein. Ausgewählte Gedichte. Wiesbaden: Limes Verl., 1963.
- Beatriz Guido: Das Haus mit dem Engel. München: Piper, 1958.

### Herausgeberschaft
- Briefe aus einem anderen Land. Briefe aus der DDR. Mit e. Vorw. Von Carola Stern. Hamburg: Hoffmann u. Campe, 1971, ISBN 978-3-455-00308-6.

### Aufsätze
- Ein Künstler, zwei Frauen und die Sinnlichkeit: „Raphael und seine Nachbarinnen“ 1893. In: Schriften der Internationalen Arnim-Gesellschaft 8(2010), S. 23–36.
- Bettine und ihre ‚Herren‘. Die Geburt einer Autorin im Windschatten männlicher Macht. In: Internationales Jb. der Bettina-von-Arnim-Gesellschaft 18(2006) S. 55–84.
- Arnims „Judengeschichte“. Eine biographische Rekonstruktion. In: Arnim und die Berliner Romantik – Kunst, Literatur und Politik, hrsg. von Walter Pape, Tübingen, 2001, Bd. 3, S. 71–94, ISBN 978-3-484-10833-2.
- Bettine Brentano und Achim von Arnim. Eine Liebesgeschichte in Träumen. Die allmähliche Verfertigung einer Ehe nach Mitteilungen aus dem Unbewussten. In: Jb. d. Freien Deutschen Hochstifts, 1997, S. 114–186.